# He Yingqiang
He Yingqiang (en chino: 何英强; 25 de mayo de 1965) es un deportista chino que compitió en halterofilia.
Participó en dos Juegos Olímpicos de Verano, obteniendo una medalla de plata en Seúl 1988 (categoría de 56 kg) y una de bronce en Barcelona 1992 (60 kg). Ganó cinco medallas en el Campeonato Mundial de Halterofilia entre los años 1985 y 1991.

## Palmarés internacional
| Juegos Olímpicos   | Juegos Olímpicos          | Juegos Olímpicos  | Juegos Olímpicos |
| Año                | Lugar                     | Medalla           | Categoría        |
| ------------------ | ------------------------- | ----------------- | ---------------- |
| 1988               | Seúl (Corea del Sur)      | Medalla de plata  | 56 kg            |
| 1992               | Barcelona (España)        | Medalla de bronce | 60 kg            |
| Campeonato Mundial |                           |                   |                  |
| Año                | Lugar                     | Medalla           | Categoría        |
| 1985               | Södertälje (Suecia)       | Medalla de bronce | 56 kg            |
| 1986               | Sofía (Bulgaria)          | Medalla de plata  | 56 kg            |
| 1989               | Atenas (Grecia)           | Medalla de bronce | 56 kg            |
| 1990               | Budapest (Hungría)        | Medalla de plata  | 56 kg            |
| 1991               | Donaueschingen (Alemania) | Medalla de bronce | 60 kg            |